# 扎利夏 (伊萬內-普斯泰市鎮)
48°39′59″N 26°14′8″E / 48.66639°N 26.23556°E
扎利夏（羅馬化：Zalissia）是位於烏克蘭西部特諾皮爾州裏喬爾特基夫區的村莊，處於茲布魯奇河畔，分別距離茲布魯昌斯凱1.5公里和尼夫拉4公里，面積2.23平方公里，海拔高度256米，2001年人口939。